# Willard, Novi Meksiko

Willard je selo u okrugu Torrance u američkoj saveznoj državi Novom Meksiku. Prema popisu 2000. u Willardu je živjelo 240 stanovnika. Dio je metropolitanskog statističkog područja Albuquerquea. Selo ne doživljava nagli rast kao gradovi na sjeveru države. Vjetroelektrana je napravljena na mesi koja je južno od mjesta. Opskrbljava 25 tisuća domova u Arizoni.

## Zemljopis
Nalazi se na 34°35′47″N 106°1′59″W / 34.59639°N 106.03306°W (34.596497, -106.033108). Prema Uredu SAD-a za popis stanovništva, zauzima 2,0 km2 površine, sve suhozemne.

## Stanovništvo
Prema podatcima popisa 2000. u Willardu je bilo 240 stanovnika, 96 kućanstava i 60 obitelji, a stanovništvo po rasi bili su 50,42% bijelci, 0,83% afroamerikanci, 1,25% Indijanci, 45,83% ostalih rasa, 1,67% dviju ili više rasa. Hispanoamerikanaca i Latinoamerikanaca svih rasa bilo je 83,33%.